# Douglas Preston
Douglas Preston (* 20. května 1956 Cambridge, Massachusetts) je americký spisovatel.

## Život
Na Pomona College v Claremontu studoval biologii, matematiku, fyziku, antropologii, chemii, geologii, astronomii a nakonec anglickou literaturu. Po promoci začal pracovat v American Museum of Natural History v New Yorku jako editor, spisovatel a tvůrce publikací. Při svém působení v muzeu psal hlavně populárně-naučné knihy (např. Dinosaurs in the Attic). Po osmi letech v roce 1986 se přestěhoval do Santa Fe a stal se spisovatelem na plný úvazek.
V roce 1990 se spojil s Lincolnem Childem a začali psát napínavé romány (Relikvie, Relikviář, Kabinet kuriozit, Zátiší s vránami, Údolí tyrannosaura, Hřbitovní tanec atd.) Román Relikvie byl zfilmován v roce 1997. V roce 2001 byla zfilmována jeho kniha Jennie, a to pod názvem Projekt Jennie. Preston a Child žijí 500 mil od sebe a své knihy píší prostřednictvím telefonu, faxu a internetu. Preston přispívá pravidelně do časopisu New Yorker. Píše také pro National Geographic, Natural History, Smithsonian, Harper a Travel & Leisure.